# Grand Prix automobile des États-Unis Est 1983
Résultats du Grand Prix des États-Unis Est de Formule 1 1983 qui a eu lieu sur le circuit urbain de Détroit le 5 juin 1983.

## Classement
| Pos. | No | Pilote             | Écurie            | Tours | Temps/Abandon                      | Grille | Points |
| ---- | -- | ------------------ | ----------------- | ----- | ---------------------------------- | ------ | ------ |
| 1    | 3  | Michele Alboreto   | Tyrrell-Ford      | 60    | 1 h 50 min 53 s 669 (130,600 km/h) | 6      | 9      |
| 2    | 1  | Keke Rosberg       | Williams-Ford     | 60    | + 7 s 702                          | 12     | 6      |
| 3    | 7  | John Watson        | McLaren-Ford      | 60    | + 9 s 283                          | 21     | 4      |
| 4    | 5  | Nelson Piquet      | Brabham-BMW       | 60    | + 1 min 12 s 185                   | 2      | 3      |
| 5    | 2  | Jacques Laffite    | Williams-Ford     | 60    | + 1 min 32 s 603                   | 20     | 2      |
| 6    | 12 | Nigel Mansell      | Lotus-Ford        | 59    | + 1 tour                           | 14     | 1      |
| 7    | 30 | Thierry Boutsen    | Arrows-Ford       | 59    | + 1 tour                           | 10     |        |
| 8    | 15 | Alain Prost        | Renault           | 59    | + 1 tour                           | 13     |        |
| 9    | 36 | Bruno Giacomelli   | Toleman-Hart      | 59    | + 1 tour                           | 17     |        |
| 10   | 26 | Raul Boesel        | Ligier-Ford       | 58    | + 2 tours                          | 23     |        |
| 11   | 29 | Marc Surer         | Arrows-Ford       | 58    | + 2 tours                          | 5      |        |
| 12   | 23 | Mauro Baldi        | Alfa Romeo        | 56    | + 4 tours                          | 25     |        |
| Abd. | 8  | Niki Lauda         | McLaren-Ford      | 49    | Suspension                         | 18     |        |
| Nc.  | 33 | Roberto Guerrero   | Theodore-Ford     | 38    | Non classé                         | 11     |        |
| Abd. | 34 | Johnny Cecotto     | Theodore-Ford     | 34    | Boîte de vitesses                  | 26     |        |
| Abd. | 22 | Andrea De Cesaris  | Alfa Romeo        | 33    | Turbo                              | 8      |        |
| Abd. | 28 | René Arnoux        | Ferrari           | 31    | Panne électrique                   | 1      |        |
| Abd. | 4  | Danny Sullivan     | Tyrrell-Ford      | 30    | Panne électrique                   | 16     |        |
| Abd. | 25 | Jean-Pierre Jarier | Ligier-Ford       | 29    | Roue                               | 19     |        |
| Abd. | 9  | Manfred Winkelhock | ATS-BMW           | 26    | Accident                           | 22     |        |
| Abd. | 35 | Derek Warwick      | Toleman-Hart      | 25    | Fuite d'eau                        | 9      |        |
| Abd. | 6  | Riccardo Patrese   | Brabham-BMW       | 24    | Freins                             | 15     |        |
| Abd. | 11 | Elio De Angelis    | Lotus-Renault     | 5     | Transmission                       | 4      |        |
| Abd. | 16 | Eddie Cheever      | Renault           | 4     | Distributeur                       | 7      |        |
| Abd. | 32 | Piercarlo Ghinzani | Osella-Alfa Romeo | 4     | Surchauffe                         | 24     |        |
| Abd. | 27 | Patrick Tambay     | Ferrari           | 0     | Moteur                             | 3      |        |
| Nq.  | 31 | Corrado Fabi       | Osella-Ford       |       | Non qualifié                       |        |        |

## Pole position et record du tour
- Pole position : René Arnoux en 1 min 44 s 734 (vitesse moyenne : 138,282 km/h).
- Meilleur tour en course : John Watson en 1 min 47 s 668 au 55e tour (vitesse moyenne : 134,513 km/h).

## Tours en tête
- Nelson Piquet : 28 (1-9 / 32-50)
- René Arnoux : 22 (10-31)
- Michele Alboreto : 10 (51-60)

## À noter
- 2e victoire pour Michele Alboreto qui signe à cette occasion la dernière victoire d'un moteur atmosphérique face aux turbos qui vont imposer leur suprématie jusqu'à leur bannissement et le retour des moteurs atmosphériques en 1989.
- 23e et dernière victoire pour Tyrrell en tant que constructeur.
- 155e victoire pour Ford-Cosworth en tant que motoriste.